# Gemuño
Gemuño – gmina w Hiszpanii, w prowincji Ávila, w Kastylii i León, o powierzchni 17,19 km². W 2011 roku gmina liczyła 164 mieszkańców.